# NGC 2429
NGC 2429 este o galaxie spirală situată în constelația Linxul. A fost descoperită în 10 martie 1874 de către Ralph Copeland⁠(d). Se află la o distanță de 77,42 de megaparseci de Pământ.